# Lahden NMKY
Il Lahden NMKY, più noto come Namika Lahti, è stata una società cestistica avente sede a Lahti, in Finlandia. Fondata nel 1898, ha gioca nel campionato finlandese fino al 2015 quando è scomparsa per problemi economici.
Disputa le partite interne nella Lahden urheilutalo.

## Palmarès
- Campionato finlandese: 2

1999-2000, 2008-09
- Coppa di Finlandia: 3

1989, 1994, 2000